# Терноватое (Николаевский район)
Терноватое (укр. Тернувате) — село в Николаевском районе Николаевской области Украины.
Население по переписи 2001 года составляло 647 человек. Почтовый индекс — 57115. Телефонный код — 512.

## Местный совет
57113, Николаевская обл., Николаевский р-н, пгт Ольшанское, ул. Ольшанского, 1а